# 아드리아나 우가르테
아드리아나 우가르테(Adriana Ugarte, 1985년 1월 17일 ~ )는 스페인의 배우이다.

## 출연 작품
- 폭풍의 시간 (2018)
- 아무르 드 마 팜므 (2018)
- 줄리에타 (2016)
- 브레드레스 타임 (2015)
- 사랑이 지나간 자리 (2015)
- 피플 인 플레이스 (2013)
- 논스톱: 분노의 질주 (2013)
- 아퍼저트 오브 러브 (2011)
- 페이퍼 캐슬 (2009)
- 거침없이 사랑하라 (2008)
- 독헤드 (2006)